# Tsjecho-Slowakije op de Olympische Winterspelen 1964
Tijdens de Olympische Winterspelen van 1964, die in Innsbruck (Oostenrijk) werden gehouden, nam Tsjecho-Slowakije voor de negende keer deel.

## Medailleoverzicht
| Sport     | Olympiër       | Discipline | Medaille |
| --------- | -------------- | ---------- | -------- |
| IJshockey | Olympisch team | mannen     | Brons    |

## Deelnemers en resultaten

### Alpineskiën
| Olympiër       | Discipline       | Resultaat | Prestatie                           |
| -------------- | ---------------- | --------- | ----------------------------------- |
| Radim Koloušek | afdaling (m)     | 39e       | 2.31,34 (+13,18)                    |
| Radim Koloušek | reuzenslalom (m) | 55e       | 2.14,70 (+27,99)                    |
| Radim Koloušek | slalom (m)       | dnq       | niet geplaatst voor finalewedstrijd |
| Anton Šoltýs   | reuzenslalom (m) | 48e       | 2.10,79 (+24,08)                    |
| Anton Šoltýs   | slalom (m)       | dq-2      | diskwalificatie run 2               |

### Kunstrijden
| Olympiër                             | Discipline | Resultaat | Prestatie                |
| ------------------------------------ | ---------- | --------- | ------------------------ |
| Karol Divín                          | mannen     | 4e        | pc. 32,0; 1862,8 punten  |
| Ondrej Nepela                        | mannen     | 22e       | pc. 190,0; 1590,1 punten |
| Hana Mašková                         | vrouwen    | 15e       | pc. 142,0; 1714,8 punten |
| Jana Mrázková                        | vrouwen    | 25e       | pc. 205,0; 1646,4 punten |
| Agnesa Wlachovská Peter Bartosiewicz | paarrijden | 9e        | pc. 84,0; 91,8 punten    |
| Milada Kubíková Jaroslav Votruba     | paarrijden | 10e       | pc. 97,0; 88,9 punten    |

### Langlaufen
| Olympiër                                  | Discipline           | Resultaat | Prestatie                                         |
| ----------------------------------------- | -------------------- | --------- | ------------------------------------------------- |
| Štefan Harvan                             | 30 km (m)            | 26e       | 1:39.05,2 (+8.14,5)                               |
| Štefan Harvan                             | 50 km (m)            | 22e       | 2:59.33,3 (+15.40,7)                              |
| Ladislav Hrubý                            | 15 km (m)            | 29e       | 55.44,9 (+4.50,8)                                 |
| Ladislav Hrubý                            | 30 km (m)            | 33e       | 1:41.04,8 (+10.14,1)                              |
| Ladislav Hrubý                            | 50 km (m)            | 23e       | 3:00.35,4 (+16.42,8)                              |
|                                           |                      |           |                                                   |
| Eva Břízová                               | 5 km (v)             | 26e       | 20.48,2 (+2.57,7)                                 |
| Eva Břízová                               | 10 km (v)            | 29e       | 47.56,0 (+7.31,7)                                 |
| Eva Paulusová                             | 5 km (v)             | 22e       | 20.24,7 (+2.34,2)                                 |
| Eva Paulusová                             | 10 km (v)            | 21e       | 46.31,2 (+6.06,9)                                 |
| Jarmila Škodová                           | 5 km (v)             | 25e       | 20.46,1 (+2.55,6)                                 |
| Jarmila Škodová                           | 10 km (v)            | 27e       | 47.40,3 (+7.16,0)                                 |
| Jarmila Škodová Eva Břízová Eva Paulusová | 3x5 km estafette (v) | 6e        | 1:08.42,8 (+9.22,6) (24.48,3 / 21.44,1 / 22.10,4) |

### Noordse combinatie
| Olympiër          | Discipline | Resultaat | Prestatie                                                                                           |
| ----------------- | ---------- | --------- | --------------------------------------------------------------------------------------------------- |
| Štefan Olekšák    | mannen     | 13e       | 409,78 punten schans: 185,8 p 94,8 (64,5 m)+91,0 (61,5 m)+88,6 (60,5 m) 15 km: 223,98 p (51.29,5)   |
| Josef Kutheil     | mannen     | 21e       | 370,36 punten schans: 208,0 p 105,4 (67,5 m)+92,5 (62,0 m)+102,6 (62,5 m) 15 km: 162,36 p (56.58,3) |
| Miloslav Švarícek | mannen     | 24e       | 358,88 punten schans: 199,8 p 91,3 (62,0 m)+96,2 (63,5 m)+103,6 (67,5 m) 15 km: 159,08 p (57.16,7)  |

### Rodelen
| Olympiër                 | Discipline | Resultaat | Prestatie                                          |
| ------------------------ | ---------- | --------- | -------------------------------------------------- |
| Jan Hamřík               | mannen     | 10e       | 3.34,37 (+7,60) (53,57 / 53,24 / 53,65 / 53,91)    |
| Horst Urban              | mannen     | 12e       | 3.34,50 (+7,73) (53,32 / 53,13 / 54,13 / 53,92)    |
| Jiří Hujer               | mannen     | 24e       | 3.53,40 (+26,63) (56,05 / 55,11 / 1.04,80 / 57,44) |
| Roland Urban             | mannen     | dnf       | opgave                                             |
| Oldřiška Tylová          | vrouwen    | 6e        | 3.32,76 (+8,09) (51,37 / 57,94 / 51,65 / 51,80)    |
| Hana Nesvadbová          | vrouwen    | 9e        | 3.36,10 (+11,43) (53,56 / 53,45 / 54,67 / 54,42)   |
| Jan Hamřík Jiří Hujer    | dubbel     | 8e        | 1.45,41 (+3,79) (52,75 / 52,66)                    |
| Horst Urban Roland Urban | dubbel     | 12e       | 2.11,70 (+30,08) (52,21 / 1.19,49)                 |

### Schaatsen
| Olympiër        | Discipline | Resultaat | Prestatie      |
| --------------- | ---------- | --------- | -------------- |
| Oldřich Teplý   | 500 m (m)  | 32e       | 43,2 (+3,1)    |
| Oldřich Teplý   | 1500 m (m) | 32e       | 2.17,9 (+7,6)  |
| Oldřich Teplý   | 5000 m (m) | 33e       | 8.25,6 (+47,2) |
|                 |            |           |                |
| Jarmila Šťastná | 500 m (v)  | 27e       | 52,0 (+7,0)    |
| Jarmila Šťastná | 1000 m (v) | 27e       | 1.45,8 (+12,6) |
| Jarmila Šťastná | 1500 m (v) | 29e       | 2.42,9 (+20,3) |

### Schansspringen
| Olympiër         | Discipline         | Resultaat | Prestatie                                                 |
| ---------------- | ------------------ | --------- | --------------------------------------------------------- |
| Zbyněk Hubač     | normale schans (m) | 30e       | 196,8 punten 98,3 (73,0 m)+98,5 (73,5 m)+93,7 (69,0 m)    |
| Zbyněk Hubač     | grote schans (m)   | 19e       | 201,9 punten 102,3 (88,0 m)+99,5 (83,0 m)+99,6 (80,0 m)   |
| Josef Matouš     | normale schans (m) | 4e        | 218,2 punten 114,3 (80,5 m)+103,9 (77,0 m)+103,9 (76,5 m) |
| Josef Matouš     | grote schans (m)   | 22e       | 200,3 punten 96,2 (85,0 m)+104,1 (83,5 m)+63,0 (79,5 m)   |
| Dalibor Motejlek | normale schans (m) | 19e       | 202,5 punten 100,0 (76,0 m)+102,5 (76,0 m)+98,4 (74,0 m)  |
| Dalibor Motejlek | grote schans (m)   | 10e       | 208,8 punten 106,5 (90,5 m)+102,3 (84,5 m)+99,6 (80,0 m)  |

### IJshockey
| Olympiër | Discipline | Resultaat | Prestatie |
| --- | ---------- | --------- | --- |
| Vladimír Dzurilla Vladimír Nadrchal Rudolf Potsch František Tikal František Gregor Stanislav Sventek Ladislav Šmíd Vlastimil Bubník Jaroslav Walter Miroslav Vlach Jiří Dolana Jiří Holík Josef Černý Stanislav Prýl Jozef Golonka Jaroslav Jiřík Jan Klapáč | mannen     | Brons     | kwalificatieronde: 17- 2 Tsjecho-Slowakije - Japan A-groep (1e-8e plaats): 11- 1 Tsjecho-Slowakije - Duits eenheidsteam 5- 7 Tsjecho-Slowakije - Sovjet-Unie 4- 0 Tsjecho-Slowakije - Finland 5- 1 Tsjecho-Slowakije - Zwitserland 7- 1 Tsjecho-Slowakije - Verenigde Staten 3- 1 Tsjecho-Slowakije - Canada 3- 8 Tsjecho-Slowakije - Zweden |

Argentinië · Australië · België · Bulgarije · Canada · Chili · Denemarken · Duits eenheidsteam · Finland · Frankrijk · Griekenland · Groot-Brittannië · Hongarije · IJsland · India · Iran · Italië · Japan · Joegoslavië · Libanon · Liechtenstein · Mongolië · Nederland ·  Noord-Korea · Noorwegen · Oostenrijk · Polen · Roemenië · Sovjet-Unie · Spanje · Tsjecho-Slowakije · Turkije · Verenigde Staten · Zuid-Korea · Zweden · Zwitserland